# Diana Piedade
Diana Patrícia [da] Silveira da Piedade (Lagos, Santa Maria, 22 de Abril de 1985) é uma cantora e compositora portuguesa.

## Biografia
Nasceu às 19h25m, filha de Fernando José [da] Vitória da Piedade (Lagos, Santa Maria, 1963/1964) e de sua mulher Teresa Eufémia de Almeida [de] Novais da Silveira (Luanda, 1964/1965), residentes na Rua 25 de Abril, 58 em Lagos, neta paterna de José Geraldo Amâncio da Piedade e de sua mulher Maria Adelinda [da] Vitória e neta materna de Hermindo João da Silveira e de sua mulher Anabela de Almeida [de] Novais. É sobrinha materna de Maria João Silveira.
Cantora profissional desde os 15 anos de idade, é após o programa televisivo Ídolos, onde se consagra finalista a 14 de Fevereiro de 2010, que Diana ganha notoriedade entre o público com a sua voz soul e figura rockeira. Foi considerada em 2010 como uma das vozes revelação de Portugal pelos media.

## Influências Musicais
Diana tem um repertório musical ecléctico. A maioria das suas performances pertencem ao rock and roll mas na sua participação no Ídolos Diana realizou um pouco de tudo provando a sua versatilidade. jazz, blues, soul e rock and roll parecem ser os seus géneros preferidos. Entre os seus artistas de eleição estão Led Zeppelin, Janis Joplin, Jeff Buckley e Betty Davis.

## Background
Entre os seus 15 e 19 anos de idade, Diana Silveira começa a dar os primeiros passos como cantora professional. É como vocalista da banda Algarvia de funk/rock Duck, que surge a primeira gravação em estúdio de "Funk my Funk" e "Rich Dude" assim como as primeiras aparições de promoção em programas de televisão, como o "Cabaré da Coxa" na SIC Radical.
Em 2004, integra como convidada a banda Fadomorse e faz parte do 3.º registo da banda Gritar o Fado - Revisitado em estúdio com o tema "Cinzeiro de Prata", e "Deicídio" juntamente com Adolfo Luxúria Canibal. Após uma tour pelo País e duas datas no ESMAE para a gravação de um DVD, Diana termina a sua participação na banda devido a uma paragem da mesma.
Ainda em 2004, participa nas audições e integra o elenco do teatro musical "Cabeças no Ar" escrito por Carlos Tê com base no projecto musical de Rui Veloso, Jorge Palma, Tim e João Gil.
Mudou-se para a cidade de Paris em 2006 e, após algum tempo, viria a fazer coros para uma banda de tributo aos Pink Floyd, regressando a Portugal em Junho de 2009.

## Ídolos
Diana realizou o casting para a 3.ª edição do Ídolos em Lisboa. Ficou em 2.º lugar, perdendo o lugar de finalista para Filipe Pinto.
| Gala    | Canção                                                              | Cantor ou Banda Original                                                       | Resultado            |
| ------- | ------------------------------------------------------------------- | ------------------------------------------------------------------------------ | -------------------- |
| Gala 1  | "Hedonism (Just Because You Feel Good)"                             | Skunk Anansie                                                                  | Salva pelo Júri      |
| Gala 2  | "Still Loving You"                                                  | Scorpions                                                                      | Salva                |
| Gala 3  | "Try a Little Tenderness"                                           | Otis Redding                                                                   | Últimos dois (Salva) |
| Gala 4  | "Blame It on the Boogie"                                            | Jackson 5                                                                      | Salva                |
| Gala 5  | "Conta-me Histórias"                                                | Xutos & Pontapés, versão dos Clã                                               | Salva                |
| Gala 6  | "Piece of My Heart"                                                 | Janis Joplin                                                                   | Salva                |
| Gala 7  | "E Depois do Adeus" & "Live and Let Die"                            | Paulo de Carvalho & Sir Paul McCartney and the Wings, versão dos Guns N' Roses | Salva                |
| Gala 8  | "Dancing in the Street" & "Crazy"                                   | Sir Mick Jagger e David Bowie & Gnarls Barkley                                 | Salva                |
| Gala 9  | "Ne me Quitte Pas" & "Proud Mary" & "(I Can't Get No) Satisfaction" | Jacques Brel & Tina Turner & Rolling Stones                                    | Salva                |
| Gala 10 | "Hit The Road Jack" & "Momento" & "Whole Lotta Love"                | Ray Charles & Pedro Abrunhosa & Led Zeppelin                                   | Salva                |
| Gala 11 | "Lover, You Should've Come Over" & "Mercy"                          | Jeff Buckley & Duffy                                                           | 2º Lugar             |

Após interpretar a sua versão da canção "Piece of my Heart", de Janis Joplin, o vídeo tornou-se parte de janisjoplin.net, um website de tributo a Joplin. Diana foi a primeira artista, a nível mundial até a data, a ter um vídeo seu neste website para além da própria Janis Joplin.
Igualmente, após a sua perfornance de "Whole Lotta Love" dos Led Zeppelin, Diana tornou-se também parte de um website de fãs, desta vez em led-zeppelin.org, o maior website de fãs da banda que referenciou a sua performance.
Segundo o júri do concurso, a sua versão de "E Depois do Adeus" de Paulo de Carvalho foi, até à data (2010), a melhor performance de sempre de todas as edições do concurso Ídolos em Portugal.

### Pós-Ídolos
Em Maio de 2010, Diana actua em Lisboa no festival Rock in Rio. com a banda americana de metal HAIL!. Graças a essa participação, a cantora é então reconhecida pelo seu potencial através da banda e pela consagrada revista de Heavy-Metal, Blabbermouth.
Durante o Verão de 2010 após o concurso, a cantora apresentou a tourné Rock On Diana em território continental e ilhas, ao lado da banda Les Misérables, composta por Ivo Perpétuo na guitarra, Vasco Moura no baixo, Hugo Palma na bateria e o convidado especial, o guitarrista Tuniko Goulart. A primeira data foi a 22 de Maio de 2010 no Cinema São Jorge, em Lisboa, com sala esgotada.
A convite do humorista Rui Unas, Diana participa naquele que viria a ser o video viral do ano de 2010. Uma paródia músical inspirada no tema original de Alicia Keys e Jay-Z "New York State of Mind", "Margem Sul State of Mind", que bateu recordes de visualizações nesse ano no YouTube. Sendo uma cantora bastante versátil, Diana inicia alguns trabalhos de estúdio para diversos fins publicitários e cinematográficos.
A curta-metragem portuguesa "Tejo", de Francisco Baptista e Henrique Pina, conta com a sua participação na banda sonora.
O primeiro LCD humano realizado em Portugal é o mote da campanha ZON Multimédia de apoio à Selecção Nacional no Mundial de Futebol de 2010 que conta com a participação na voz de Diana Piedade.
É a partir de 2010 que passa a ser a voz marcante da campanha de Natal do grupo Grupo Sonae, e dá voz à personagem Popota do Continente Modelo.
Ao longo de 2010 Diana percorreu o país com a sua tournée Rock On Diana e subiu ao Palco Sunset do Rock In Rio Lisboa ao lado das bandas Ramp e Hail. O fenómeno de popularidade reflectiu-se na internet, com o reconhecimento do seu talento a ser demonstrado a partir de várias partes do mundo: até Dezembro de 2010, Diana Piedade foi a artista top de Portugal, com o maior número de fãs na sua página do Facebook (172.000 Likes).
Em Janeiro de 2011, opta não só por eliminar a sua página oficial no Facebook (Diana Piedade Ídolos) mas também altera o seu nome artístico para Diana Silveira como meio de começar de novo a sua carreira musical sem o passado pop suscitado pelo programa.
Diana viajou então para Nova Iorque e a 18 de Março de 2011 participou num Tributo a Jeff Buckley partilhando o palco com Gary Lucas. Posteriormente mudou-se para a Califórnia.
Ainda nesse ano, e de regresso a Portugal, Diana promoveu o projecto 3:33, definido como "Rock with Soul". A banda deu vários concertos pelo país, sobretudo em lojas FNAC, e a 22 de Maio de 2012 lançou o EP "Eufêmea".
Entre 2013 e 2014 Diana foi vocalista da banda A Tree of Signs. Depois de um single e diversos concertos Diana decidiu seguir um novo rumo. Neste momento é vocalista da banda B. B. Kween, dando concertos onde temas originais se misturam com a história do Blues, e da banda Güru, projeto que celebra o Rock and Roll e a energia dos anos de 1970.